# Brachygobius
Brachygobius és un gènere de peixos de la família dels gòbids i de l'ordre dels perciformes.

## Morfologia
- Fan entre 1,5-4 cm de mida.
- En general, són de color negre amb bandes de color entre groc clar i carabassa.
- Els mascles acostumen a ésser més esvelts que les femelles i sovint tenen colors més llampants (generalment de color carabassa en comptes de groc).
- Les femelles poden tindre el cap més petit i rodó.
- A l'època de la reproducció, els colors dels mascles esdevenen més acusats i així, per exemple, les bandes de color carabassa de Brachygobius doriae esdevenen vermelles.[2][3]

## Reproducció
Són ovípars i els ous són dipositats en una cova on són custodiats pel mascle. La posta és de 150-200 ous i es desclouen al cap de set dies.

## Distribució geogràfica
Es troba a l'Àsia Sud-oriental i l'Àsia meridional.

## Taxonomia
- Brachygobius aggregatus  (Herre, 1940)[6]
- Brachygobius doriae  (Günther, 1868)[7]
- Brachygobius kabiliensis  (Inger, 1958)[8]
- Brachygobius mekongensis  (Larson & Vidthayanon, 2000)[9]
- Brachygobius nunus  (Hamilton, 1822)[10]
- Brachygobius sabanus  (Inger, 1958)[8]
- Brachygobius sua  (Smith, 1931)
- Brachygobius xanthomelas  (Herre, 1937)[11]
- Brachygobius xanthozonus  (Bleeker, 1849)[12][13][14][15][16][17][18]

## Observacions
Són populars com a peixos d'aquari (en particular, Brachygobius doriae i Brachygobius nunus) i, en bones condicions, poden arribar a viure 5 anys en captivitat dins d'un aquari.